# Gérard de La Garde
Gérard de La Garde, également connu sous Saint-Adémar, Domar, Daumar, Daumario ou de Guardia (né à Lagarde-Enval et mort à Avignon en 1343 est un cardinal français du XIVe siècle. Il est un cousin du pape Clément VI par sa mère. La Garde est membre de l'ordre des dominicains.

## Repères biographiques
Gérard est professeur de théologie à Paris et prieur de Brive. Il est élu maître de son ordre en 1342.
Il  est créé cardinal par  le pape Clément  VI lors du consistoire du 20 septembre 1342. Le cardinal de la Garde est légat apostolique en France et il est l'auteur de plusieurs œuvres sur la théologie.